# ...Dentro...
...Dentro... è un singolo dell'attrice serba e jugoslava Beba Loncar pubblicato nel 1978.

## Descrizione
Il singolo è stato pubblicato dall'etichetta discografica CBS, allora gestita dalla CGD, nel 1978, in formato 7".

## Tracce
1. ..Dentro... (testo: Luigi Albertelli – musica: Enrico Riccardi)
2. ...Dentro... (Versione orchestrale Beba Loncar) (musica: Enrico Riccardi)

## Crediti
- Beba Loncar: voce
- Enrico Riccardi: produzione
- Valentino Maggioni: coordinamento artistico
- Pino Presti: arrangiamenti, direzione d'orchestra

## Edizioni
- 1978 - ...Dentro.../...Dentro... (Versione orchestrale Beba Loncar) (CBS, CBS 6065, 7")
- 1978 - ...Dentro.../...Dentro... (CBS, JC 114, 7", edizione juke box fuori commercio)